# Victor Verdier

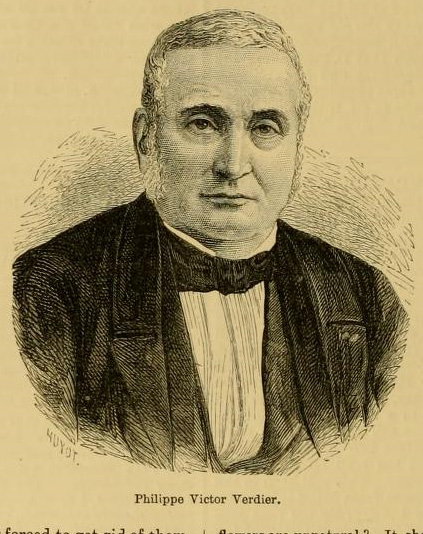
Victor Verdier

Philippe-Victor Verdier, auch genannt Verdier père („Verdier Vater“; * 5. August 1803 in Yerres (Seine-et-Oise); † 3. Februar 1878 in Paris) war ein französischer Blumen- und Rosenzüchter.

## Leben
Verdier wurde in Yerres (Seine-et-Oise) geboren.
Er war ein Neffe von Antoine Jacques, dem Chefgärtner von Louis Philippe d’Orléans, und arbeitete in jungen Jahren unter dessen Führung in den Gärten von Schloss Neuilly. Angeblich soll Verdier bereits in den 1820er Jahren an Jacques’ Rosenzüchtungen mit der Rosa sempervirens beteiligt gewesen sein – zumindest dürfte er von seinem Onkel einiges über die Züchtung von Rosen und anderen Pflanzen gelernt haben.
1833 hatte er in Neuilly einen eigenen Betrieb, wo er sich auf Rosen spezialisiert hatte und brachte 1834/35 seine Bourbon- oder Portland-Rose 'Perpétuelle de Neuilly' heraus, die von Antoine Jacques’ Bourbon-Rose 'Général Athalin' (1829) abstammte.

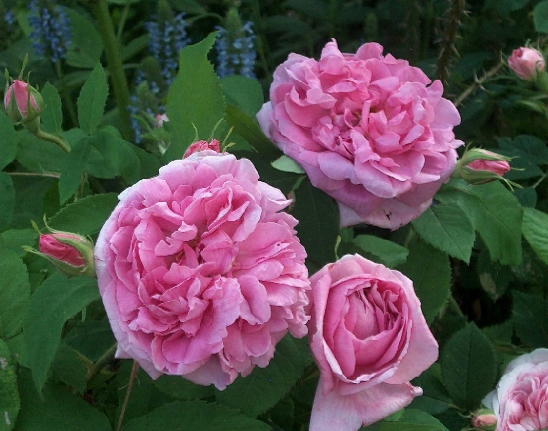
'Madame Knorr', 1855

Spätestens ab 1839 ist sein Unternehmen in der Rue des Trois-Ormes, Boulevard de la Gare, „bei der Barrière von Ivry“ nachweisbar. In diesem Jahr soll er in seinem Katalog 646 verschiedene Rosensorten angeboten haben.
Nach der Revolution von 1848 und der Absetzung von König Louis-Philippe verlor auch sein Onkel Antoine Jacques seine Arbeit und Verdier erbte dessen Sammlungen von Paeonien (und möglicherweise auch von anderen Pflanzen).
Verdier brachte bis 1861 insgesamt gut 50 eigene Rosen-Sorten in den Handel. Heute noch bekannte Sorten sind: die Moosrose 'Malvina' (1841), die Noisette-Rose 'Jeanne d’Arc' (1842), die Bourbon- oder China-Rose 'Appoline' (1848), die Moosrose 'Baron de Wassenaër' (1854) und die Portland-Rose 'Madame Knorr' (1855).
Er gilt außerdem als bedeutender Züchter von Paeonien, Irissen und Gladiolen. Als eine seiner bedeutendsten Paeonien gilt die Sorte 'Marie Jaquin'.
1865 wurde Victor Verdier zum Vice-Präsidenten der Société National d’Horticulture gewählt; er wurde außerdem ausgezeichnet mit einem Ordenskreuz der Légion d’Honneur.
Victor Verdier hatte zwei Söhne. Der ältere Sohn Eugène Verdier (1827–1902) eröffnete einen eigenen Betrieb und wurde ein sehr erfolgreicher Rosenzüchter, der über 200 eigene Sorten kreierte. Charles Verdier (1829–1893) übernahm 1866 das väterliche Geschäft und brachte dabei bis 1893 etwa 18 eigene Sorten heraus. Nach dem Tod von Eugéne Verdier 1902 erbte die Firma Vilmorin-Andrieux die Sammlung von Verdiers Irissen und möglicherweise auch die Paeonien.

## Galerie: Rosen von Victor Verdier

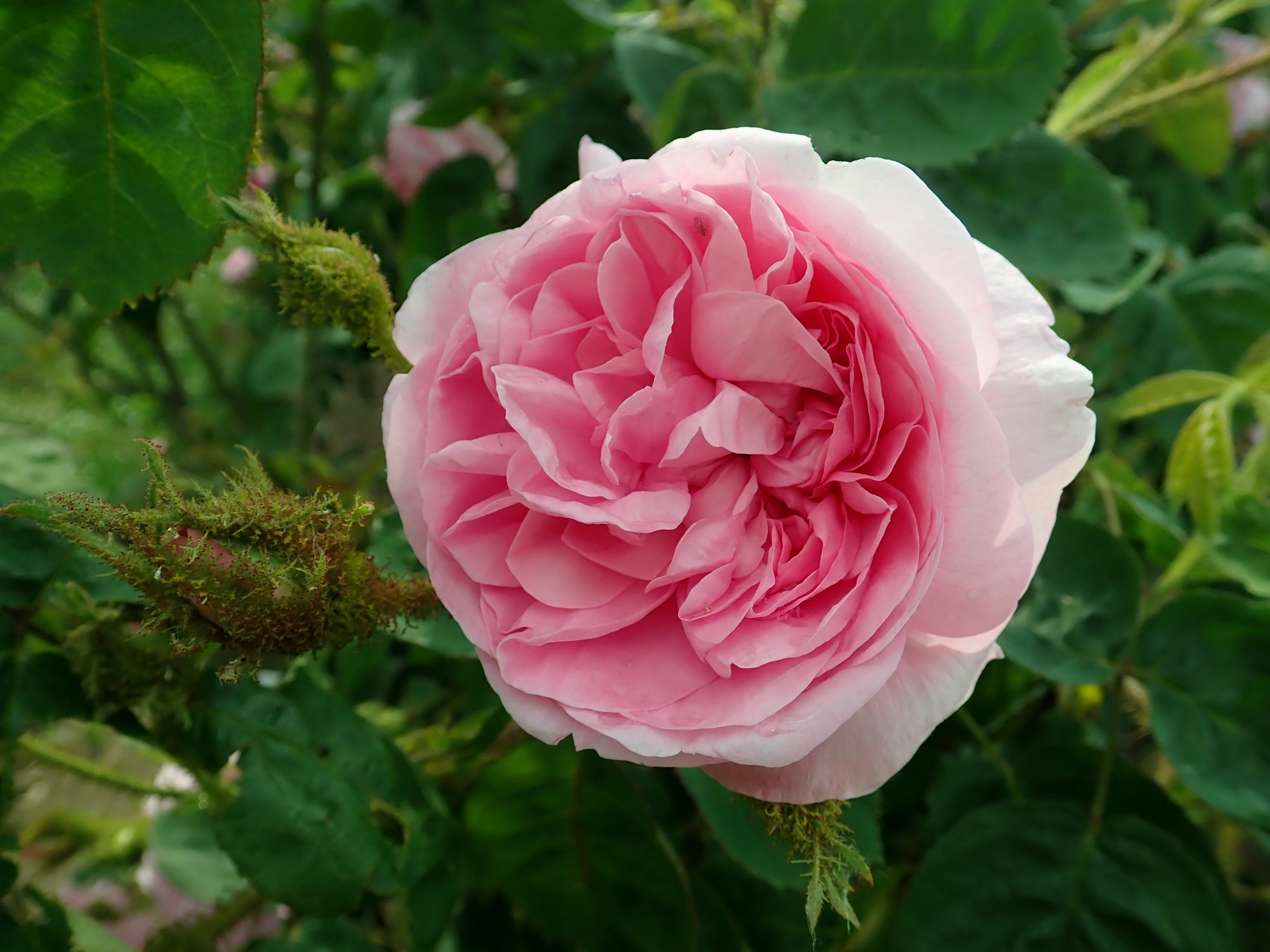
'Malvina', 1841
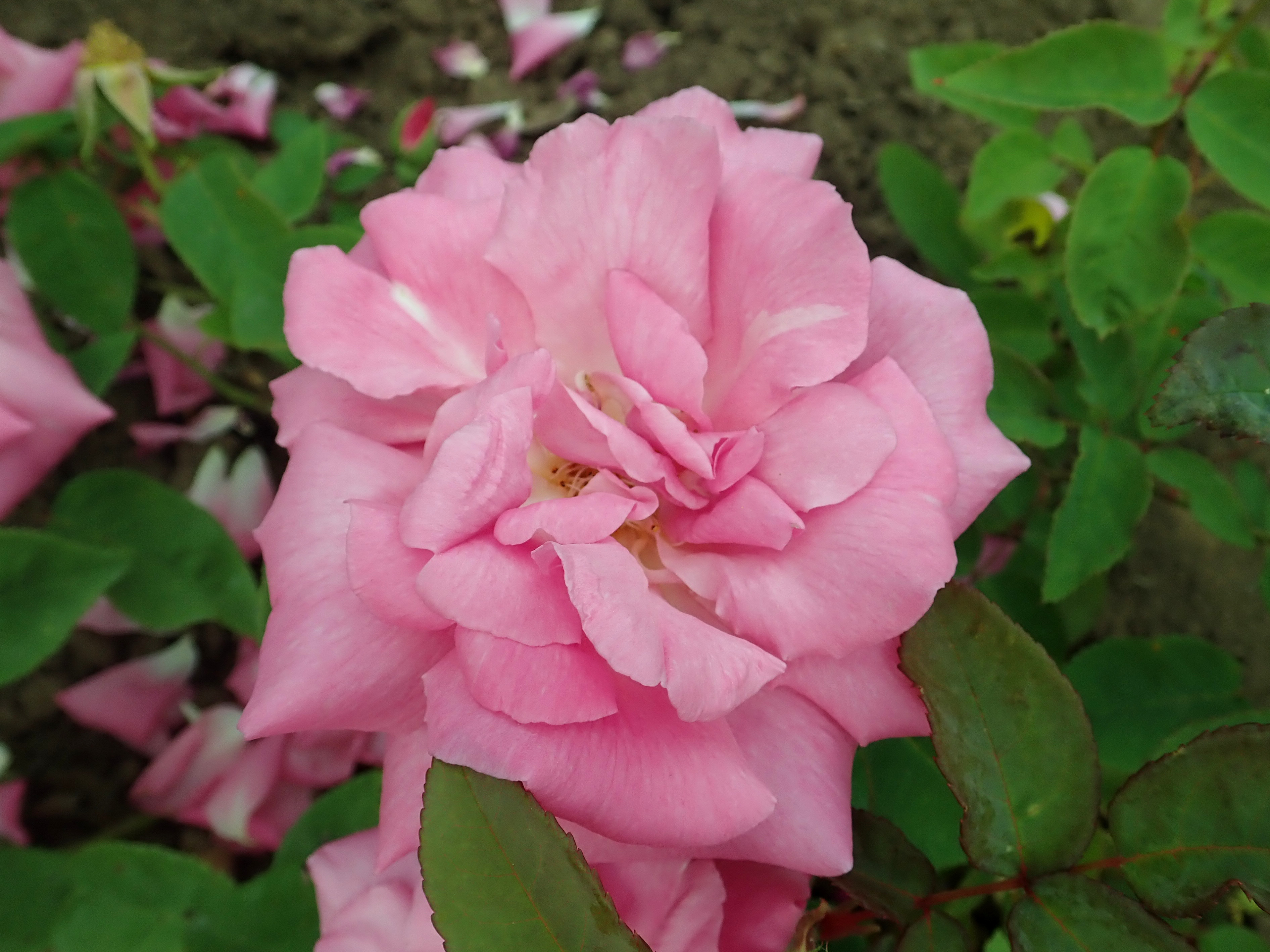
'Appoline', 1848
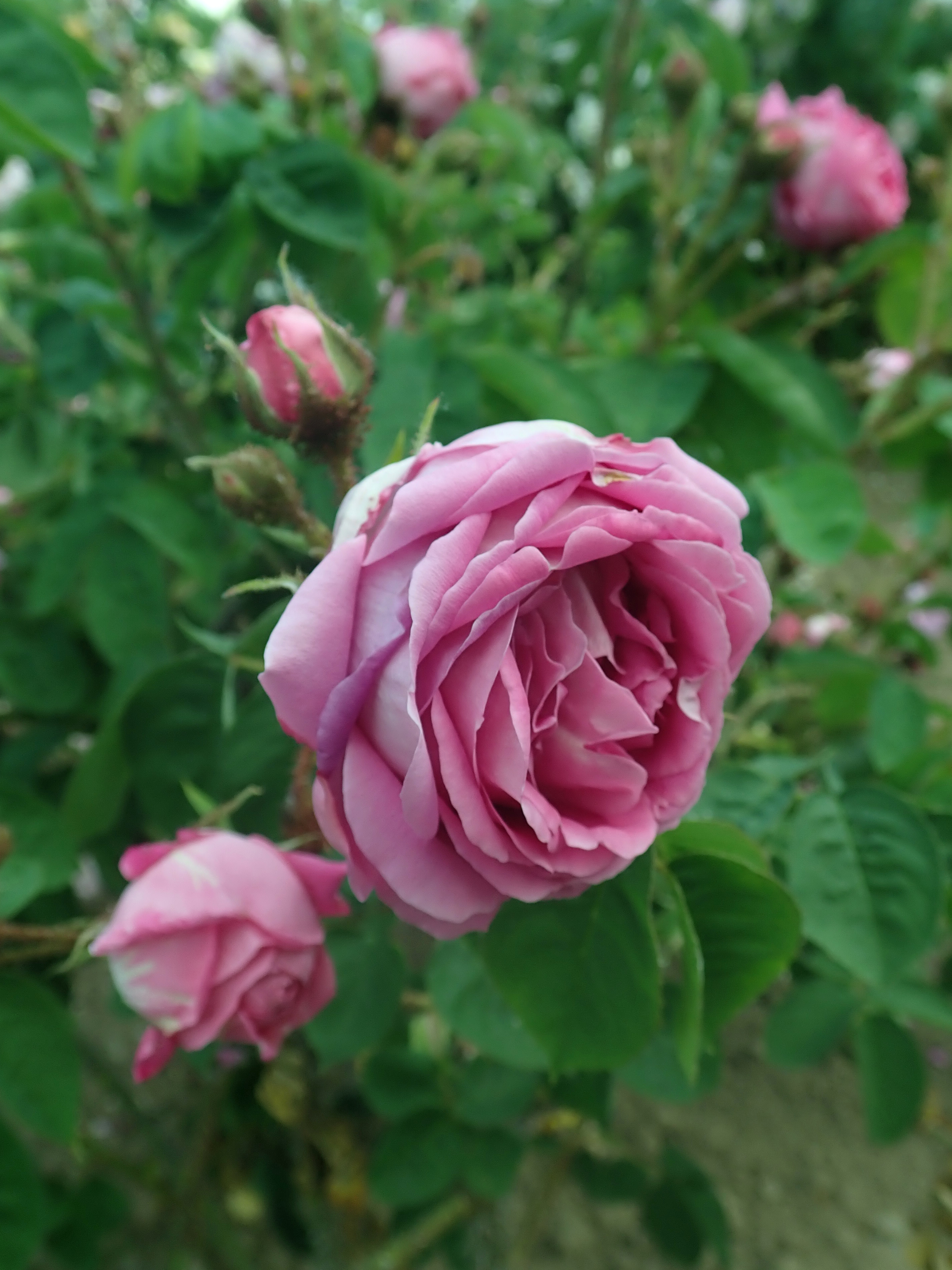
'Baron de Wassenaer', 1854